# 木星買います
『木星買います』（もくせいかいます、Buy Jupiter and Other Stories）は、アイザック・アシモフのSF小説短編集、またその表題作（Buy Jupiter）。短編集は1975年に刊行された。日本語訳は、1985年に山高昭 訳で早川書房から刊行された

## 概要
1950年から1973年までに書かれた短編集未収録作品を集めたもの。元々はボストンの世界SF大会で限定出版された小冊子に、さらに短編を足して再構成したものである。
各作品の前後にはアシモフ自身の解説が記されているが、単に作品の内容のみならず、『アシモフ初期作品集』を引き継ぐ形で執筆当時の自身の状況が、かなり重大な事件（ボストン大学辞職、ガートルード夫人との離婚、師キャンベルの死去、ジャネット夫人との再婚など）も含めて詳細に記されており、さながら自伝の様相を呈している。
表題作『木星買います』（Buy Jupiter）のタイトルは、英語で驚き・喜びを表す成句「By Jupiter」をもじったもの。元々アシモフ自身は同作に別の題名を付けていたのを、雑誌掲載時に編集者に勝手に変更されたのであるが（通常アシモフは編集者らのこうした行為に憤慨している）、駄洒落好きのアシモフはこれをすっかり気に入ってしまい、短編集のタイトルにも採用したという経緯がある。
収録作の一つ『エヴェレスト』は、エベレスト山に人間が絶対に登頂できない理由を描いた作品だったが、掲載誌の出版準備中にエドモンド・ヒラリーらが登頂に成功、それでも掲載を取りやめずに出版されてしまったため、アシモフは本書中でも「私が『エベレストは登頂不可能』と予言したのは、それが登頂された6ヶ月後だった」と述べている。

## 収録されている短編

### ダーウィンの玉突き場Darwinian Pool Room(1950)
男たちが話し合っていた。玉突き場を考えてみよう。ゲームが終わったあとで、それぞれのポケットには玉が入っている。これらの球が、時間をさかのぼってどう動いたのかを想像すると、いくつもの選択肢がある。また棒で突かずに、手で入れたのか、最初から入っていたのかもしれない。生物の進化も、玉の過去の動きを探るように……。

### 狩人の日Day of the Huters(1950)
居酒屋で男たちが、原子爆弾やタイムマシンの話をしていた。恐竜が何千万年も前に姿を消したという話題で、盛り上がっていたところ、隣の席から「やい」と声をかけられた。声をかけた男は、タイムマシンを作って実際に中生代まで行き、恐竜がどうなったかを見てきたと言う。なんでも大学関係の仕事をしていて、娘とともにタイムマシンを作ったらしい。タイムマシンのありかを聞くと、残しておきたくなかったので、壊したとも言う。その男の時間の旅はこんな内容だった。白亜紀に行ったが、我々が想像しているような恐竜の世界ではなかった。天気も良く空は明るかったが、5頭の小さな恐竜しか見かけなかった。それらは高さ4フィートほどで2本脚で立ち、腰には金属のベルトをつけて銃を持っていた。私の姿を見つけるとそれらは近づいてきて、私の意識を読むのを感じた。そのとき丘の方に、10フィートはある1頭の大型恐竜が姿を現した。5頭はたちまち銃を抜くと、大きな恐竜に向かって走っていった。そいつらは恐竜世界の狩人で、大型恐竜が絶滅した原因だというではないか。そして大型恐竜がいなくなったあとは、同士討ちをはじめたことも。

### シャー・ギード・GShah Guido G.(1951)
ギード・ガーシュタヴァストラは、父親の地位を世襲しただけの役立たずだ。それでも国際連合事務総長である。その地位は2世紀前ならば、公選で選ばれる名誉ある地位だったのに。その役立たずな男は、ギード・Gと呼ばれるほかに、東洋の称号「シャー」をつけて、シャー・ギード・Gとも呼ばれていた。そいつの住んでいる浮かぶ都市は「アトランティス」と呼ばれていた。この都市では、上流階級が贅をこらした増築を続けたので、浮揚システムの余力はわずかしかなかった。ある男が、シャー・ギード・Gの暗殺を計画した。とある式典のときに、ウエイブスたちの操縦する巡洋艦7500隻を着陸させるように仕組んだのである。その重さに耐えかねて浮揚システムは停止し、空中都市アトランティスは地上に落下して破壊された。やはりアトランティスは、ウエイブス（波）の下になったのであった。

### バトン、バトンButton,Button(1953)
2人の男が、タイムマシンのような機械を作った。それは過去の物体を取ってくることができた。現存する物体に焦点をあてることができれば、それの「過去の本物」を取ってこられるのだ。しかしエネルギーの関係で、持ってくる重量は1オンスまでが限界だった。2人は軽くて価値あるものに目をつけた。それはアメリカ合衆国の独立宣言書だった。その宣言書の署名のなかでも、バトン・グウィネットのものは貴重だ。彼はこの署名のあとに死んでしまったので、署名そのものが少ないのだ。バトンの署名の部分だけを取ってくる準備ができた2人は、機械のスイッチを入れた。その瞬間ショートが起こり、機械は壊れたが、目的のものは手に入れることができた。それを鑑定してもらうためワシントンD.C.に持っていった。1週間後、結果が出た。それは、バトンの署名は本物に間違いないのだが、書かれている羊皮紙が新しすぎる、というものだった。

### 猿の指The Monkey's Finger(1953)
マーミー・タリンはSF作家、ホスキンズはSF雑誌の編集者だった。2人はタリンの原稿に書かれた内容について言い争いをしていた。どちらも一歩も譲らない。タリンが、科学的な実験で決めようと言った。彼の知り合いの科学者が、文章を創作できる猿を飼っているというのだ。心理力学のトーゲッソン教授のところには、ロローという名のオマキザルがいた。それには脳外科手術が施されていて、脳内が電線でつながれ、コンピューターのような機能を発揮するというのだ。ロローは、シェークスピアの一節を、自分で考えてタイプできるという。試しにチェスタートンの「レパント」を、途中まで聞かせたところ、ゆっくりではあるがその続きをタイプした。それは原文の続きと、同じ内容だった。2人が言い争っていた原稿の内容も、この要領で続きをタイプしてもらえれば決着がつけられる。

### エヴェレストEverest(1953)
人間がまだ登ったことのないエヴェレストの山頂に、飛行機から人間を降ろすという計画が立てられた（※この作品が書かれたときは、人間はまだ未登頂だった）。ジミー・ロボンズは宇宙服を着て、飛行機からパラシュートで降下し、エヴェレスト山頂に降りた。その様子は飛行機からの無線連絡で確認された。しかし悪天候のため、次の飛行機が飛べるまでには2週間かかった。再び飛んだ飛行機は、彼の死体を探した。ところが煙が見えた。鉤のついたロープを下すと、宇宙服姿の彼が上がってきた。病院にいる彼に2週間も生き延びられた訳を聞いた。彼は、知能のあるものたちが、空気を圧縮し、保温のための電源をくれたし、煙の信号も送ってくれた、と言うではないか。そして我々が登ろうとすれば邪魔するだろうとも。続けて彼は言った。「人間の原子爆弾やロケットを、エヴェレストから監視している。彼らは、低温と希薄な空気でも生きられる「火星人」なのだ」と。

### 休止The Pause(1954)
放射線量を計測する装置が、突然カウントをしなくなった。故障かと思ったが、他の装置も同様にカウントしなかった。不思議なことに自然界に必ずあるはずの、バックグラウンド雑音も全くない。上司に原子爆弾はどうなっているかと聞くと、その答えは「原子爆弾とは何かね？」だった。同僚に原子エネルギーの本を出してくれといえば、そんな本は見たことがないという。元素周期律表には、原子番号81までの放射線を出さない元素しか掲載されていない。科学者がウランという元素名を聞いたことがないというのだ。いったいどうしたのだろう。実はこの現象は、外宇宙から来た生物の手によって、地球上での5年間のあいだ、原子力に関する知識が失われるというものだった。ただし世界中で100人の男女の知識と記憶だけは、手付かずで残されるらしい。5年たてば元素はもとに戻るが、そのあいだに原子力利用の正しい知識を、記憶を失った人々に与えてもらうのが目的だというのだ。

### 望郷Let's Note(1954)
青酸カリを飲もうとしていた男の手から、コップが叩き落された。コップを持っていた物理学者は、昔のことをしみじみと語った。学校があったこと、新鮮な空気があったこと、人間がたくさんいたこと。ここ「避難所」には、そういったものはない。惑星の地下半マイルに造られた避難所には、100人ほどの人間しかいなかった。そして教育を行うことができるのは、コップを持っていた物理学者のほかに１人だけ。彼らの使命は、科学を存続させ、地球の新しいスタートを切ることだった。それでも年月が過ぎれば、いま教育している若者たちが知識をたくわえ、新たな教師になってくれるだろう。できる限りのことは、しなければならない。コップを叩き落した男は、保護服を着て惑星の表面に立つことを想像した。そして日没後の火星の空に、明るく輝く宵の明星、地球という名の死の惑星を眺めることを。

### それぞれが開拓者Each an Explorer(1956)　別題「媒介者」
2人の実地探査員、シューンズとスミスの乗った宇宙船が、超空間ジャンプの完了直後に原子エンジンに故障を起こした。この恒星系には2つの居住可能惑星があり、どちらにも植物相が確認された。始めに近いほうの第二惑星に着陸することにした。いつもは適当に着陸するシューンズが、植物の無い場所を見つけて着陸した。その植物は、緑の葉と淡紅色の花を持ち、開花していた。小屋のような建物からは原住民が現れた。それらは肩までの高さが3フィートで、4本足で歩き、二股にわかれた尾を持っていた。そして植物の世話をしていた。スミスが花を摘もうとすると、原住民にさえぎられた。やがて族長らしいものが現れた。その尾の先には2台の超空間照準器があった。宇宙船の中でテストするとちゃんと機能する。しかしなぜ地球の機器がここにあるのか。もっと欲しいという身振りをすると、原住民たちは尾で第一惑星を示した。そのあいだに、花は見る見るしぼんでいった。
シューンズが、エンジンは故障したままだと言うと、スミスが、いつの間にか直っていると答える。2人の乗った宇宙船は無事に離陸し第一惑星に向かった。その惑星は恒星に近い分、気温が高かったのだが、先ほどの惑星と同じ植物が生えていた。近くの穴からは、直径1フィート、長さ10フィートの蛇のような生物が現れた。それらは植物の手入れを始めた。そのうちの1匹が近づいてくると、身体の一部が膨らんで割れ、そこには2台の超空間照準器があった。そこでも2人は、花が閉じかけているのに気付いた。スミスが、帰還しようと言った。シューンズは決めかねていたが、やがて同意した。帰りの船内で、2人はこれまでの出来事を話し合った。2つの惑星に同じ植物。それらを手入れする動物。彼らは植物が惑星間の空間を越えて、交配するのではと考えた。交配させたのは自分たちの宇宙船である。

### 空白!Blank!(1957)
タイムマシンを発明した男と、その友人が話していた。友人が問う。「タイムマシンは安全か？」。男が答える。「エレベーターよりも安全だ」。2人はタイムマシンに乗り込んだ。マシンが急に止まった。エレベーターが階と階の中間で止まったようなもので、周りには何も無かった。

### 蜜蜂は気にかけないDoes a Bee Care?(1957)
宇宙船の組み立て工場に、ケインという名の白痴がいた。人事部の男が彼をクビにしようとしたが、技術者の男が反対した。その理由は、ケインがそばにいると、新しいアイデアが次々に湧いてくるからだという。ケインは男の、お守りだともいう。ケインは人間ではなかった。はるか8000年前に、地球上に産み落とされた異星人の卵だったのだ。卵から孵化した幼虫は、人間の姿になり、人類が宇宙に飛び立つことを目的にしていたのだ。ケインは歴史上の人物に様々な助言を与えてきた。ニュートンやリーゼ・マイトナー、そしてアインシュタインなどに。そして科学が進歩した。いまや宇宙船は完成した。ケインの姿をした異星人は船に忍び込み、打ち上げのときを待っている。やがて異星人は他の惑星を見つけて、そこで卵を産むのだ。花の蜜を吸った蜜蜂は、飛び立つときに、あとに残された花のことまで気にかけないだろう。

### ばか者どもSilly Assec(1958)
リゲル人は長命な種族だった。そのうちの一人であるナロンは、銀河系の記録を取る仕事を代々続けていた。彼の手元にある帳簿には、銀河系内に生まれ知能を持つに至った多くの種族のリストが記載されていた。もちろん滅亡した種族の名前は、抹消されることになっている。あるとき、新しい有機体のグループが、成熟期に達したという報告があった。ナロンは帳簿に達筆で「地球」と記した。この生物は、知能を持ってから成熟期に達するまでの時間の新記録を達成していた。さらに報告では、核融合エネルギーの水準まで到達しているという。ナロンが尋ねた。「原子力宇宙船で連盟に接触するのも近いことだろう」。報告者が言った。「いいえ。宇宙船は作っておらず、自分の惑星上で実験を行っています」。ナロンは書いたばかりの名前を抹消してからつぶやいた。「ばか者ども」。

### 木星買いますBuy Jupiter(1958)
異星人が信じられない申し出をしてきた。木星を売ってほしいというのだ。その対価は、地球のエネルギー需要を満たすだけの、エネルギー・ボックスを毎年提供するという。理由を聞けば、ラムベリーの連中に秘密にしておきたいので、それは話せないという。地球側では、その異星人がラムベリーと戦争をしており、その軍事拠点として木星を必要としているのかと考えた。だが異星人はきっぱりと否定した。地球側は、その契約に同意した。木星を手に入れた異星人は、その夜側の表面に「広告サイン」を投影した。健康食品のCMだった。異星人の宇宙船は毎日7隻あまりが、太陽系のそばを通過するという。それらの船から見える惑星は、絶好の広告塔になるのだ。ラムベリーは、同じような食品を作っているライバル会社らしい。1人の男が言った。「ラムベリーの連中がこのことを聞きつけてきたときは、もっと高い対価で、輪をつけて土星を売ればいい」。

### 父の彫像A Statue for Father(1959)　別題「人類の恩人」
物理学者の父親とその息子は、タイムトラベルの研究を行っていた。時間トンネルの研究に対して、始めは大学からの補助金も出たがやがてそれも無くなり、父親は大学をやめて自宅で研究を進めた。ある日、偶然にも中生代に短時間だが焦点を合わせることができ、2人はアヒルの卵ほどの大きさの恐竜の卵を、14個も手にいれた。時間トンネルのことは、公表すると邪魔される恐れがあったので、秘密にしたまま研究を続けた。卵からは、成長しても中型の犬程度の大きさにしかならない恐竜たちが生まれた。3年過ぎたが、時間トンネルの研究は進まない。一方で恐竜は繁殖し、50頭ほどになっていた。あるとき、実験室に迷い込んできた1頭の恐竜が、2つの接点のあいだを横切った。猛烈なショートが起こって火花が散り、時間トンネルの機械は完全に破壊された。2人は一瞬で破産してしまったのだ。
呆然とする2人に、なんとも言えないかぐわしい香りが漂ってきた。それは焼け焦げた恐竜から出た香りで、皮の下の肉はニワトリのようだった。2人は至福の表情で恐竜をむさぼり食った。彼らは銀行から融資を受けて、恐竜を大規模に飼育し「ダイナチキン」として販売した。いまやその味は世界中に広まり、2人の立ち上げたレストランチェーンだけで、独占販売されている。恐竜の群れを飼育するのは、彼らの一族だけであり、一族は大金持ちになった。そのあいだも、父親のほかに20組ものチームが、時間トンネルの研究を続けているが、なんの成果も得られていない。ダイナチキンの味に感動した人々は、父親の彫像を山腹に造った。その碑文には「世界にダイナチキンをもたらした者」と刻まれている。父親の夢はただ一つ、タイムトラベルの秘密を解明することだったのに…。

### 雨、雨、向こうへ行けRain, Rain, Go Away(1959)
新しくジョージ・ライトの隣に引っ越してきた一家は、とんでもない雨恐怖症だった。名前は「サッカロ」家という。しょっちゅう空を眺めて雲を確認しているし、少しでも雲があれば絶対に外出しない。ある日、ジョージの妻リリアンが、サッカロ一家と遊園地に行く約束をしてきた。かなり説得に時間がかかったが、なんとか同意させたらしい。約束の当日、ジョージの車に乗り込んだサッカロ一家の3人が持ってきたのは、携帯ラジオとアネロイド気圧計。遊園地では楽しく遊んでいた一行だったが、空に雲がかかってくるとサッカロ一家は、ラジオを聞いて不安な表情をした。サッカロ夫人の手は震えていた。ジョージは帰ることに決め、一行は車で帰途についた。ラジオでは、局地的な雷雨の予報が聞こえ、気圧計の針も下がってきたとサッカロの坊やが叫んでいる。サッカロ夫人にせかされて、ジョージは車のスピードをあげた。突風が吹き、稲妻が走るようになった。ほどなくサッカロ家の前庭に止まった車から、サッカロ一家の3人が飛びだして玄関に向かった。そのとき突然、大粒の雨が降ってきた。雨に濡れたサッカロ一家は、みるみるうちに…。

### 創建者Founding Father(1965)　別題「入植者」
5人の銀河系探検隊員の乗った宇宙船が、複数の不運な事故に連続して見舞われ、名もついていない惑星に不時着した。宇宙船の船体は無事だったが、エンジンは故障し無線機の回路は焼き切れてしまった。もう離陸することも、救難信号を発することもできない。救助される可能性はゼロに等しい。この惑星の大気は、きわめて珍しい「窒素 - 二酸化炭素 - アンモニア型」だった。彼らは船体を地下に埋めて基地にした。アンモニアの大気を変えるため、地球から持ってきた植物の種を蒔いたが、土壌に含まれるアンモニアのために枯れてしまった。そしてこの惑星の時間で5年、地球歴では6年強の年月が過ぎた。
そのあいだも男たちは、できるだけのことをした。土壌を焼いてアンモニア塩分を除去したものに種を蒔いたが、貧弱にしか育たなかった。新芽にドームをかぶせて、アンモニアの無い空気を送ってもダメだった。土壌の化学的組成を、いろいろと変えてみても効果はなかった。長期間にわたるアンモニア摂取により、男たちは衰弱していった。いまや3人が昏睡状態、1人は寝込んでおり、1人だけが自分の足で立っている。4人が死んだとき、最後まで残った男は、彼らの死体を土に埋め、その上に種を蒔いた。やがて最後の男も自分の死期をさとり、地上に出て菜園の前にひざまずいた。地球の植物は緑色をして、まだ生き延びていた。地球人の死体から栄養分が供給され、酸素を出すようになった植物は、周りのアンモニアを追い払っていたのだ。長い年月のうちに、それらは成長し繁殖するだろう。惑星全体が、男たちの記念碑となるのだ。

### 地獄への流刑Exile to Hell(1968)
そこでは、大きな犯罪を犯した者は、地獄と呼ばれる場所へ送られることになっていた。ある男が、一つの地域を停電させるという最悪の犯罪をしてしまった。裁判の判決は、もちろん地獄行きだった。昼の耐え難い暑さ、夜の凍える寒さ、そして強力な重力による拘束。星空に、青と緑に輝くそれは「地球」と呼ばれていた。

### 問題の鍵Key Item(1968)
1人の男がマルティヴァックの中枢部から出てきた。彼は機械を点検するために入ったのだが、故障の原因はつかめなかった。6チームの技術者が3日かけてもわからないのだ。マルティヴァックがときどき、答えを出さないことがあったので、何百万個もの部品を点検しているのである。答えなかった質問を分析してみても、故障との関連性は考えられない。その男は、機械が複雑になったので、人間の脳と同じくらいの理解力を持ったからではないかと考えた。彼はテープ入力ではなく、口頭による入力を試してみることにした。初めは問題を言ってから「すぐに返事をしてくれ」と言ったが、マルティヴァックからの答えはなかった。次には問題を言ってから「返事をしてくれ」の次に「ませんか（英語ではプリーズ）」という「鍵の言葉」を付け加えた。するとマルティヴァックは嬉しそうな音を立てて動き出した。

### 適切な研究課題The Proper Study(1968)
その研究について、将軍は公表することに反対していた。研究者は、世界中で研究してもらいたいと考えていた。ある日、将軍を招いての神経分光学の実験が行われた。1人の被験者が出てきて、将軍の姿を目にすると、空間にはいくつもの光の輪が現れた。それらは不調和で、見る者たちの気持ちを不安にさせた。次の実験では、被験者に新方式のアニメーションを見せた。空間に群がる色彩パターンは調和を保ち、色の変化も穏やかになった。見る者たちはほっと溜息をつき、安堵の表情を浮かべた。ここで研究者が言った。「将軍。研究を公開してください」。不思議なことに、将軍は同意した。あとで研究者が言った。「まず初めに、将軍に不安を感じさせてから、幸福な気分にさせた。そうすれば抵抗できないはずだから」。そして神経分光学の研究経過は、世界中の報道機関に送られている。人類は、ついに適切な研究課題を手に入れたのだ。

### 二四三〇年2430 A.D.(1970)
地球外への植民を断念した人類は、15兆の人口を抱えていた。陸地はすべて建物に利用され、海洋では食料プランクトンが養殖されていた。こんな状況の中で1人の男が、地球最後のハツカネズミ、モルモット、ウサギ、鳥、トカゲなどの小動物を飼っていた。これらを始末して、人間のために空間をあけろ、という命令が出た。

### 最大の資産The Greatest Asset(1972)
地球の自然は、徹底的に管理されていた。森林の木々は、種類と位置が指定されて植えられ、畑には作物が規則正しく栽培され、家畜には番号がつけられていた。大きな動物は、動物園にしかおらず、小さな動物が姿を見せれば、ニュースになるほどだった。人間は地下に居住し、地表に出る者はまれだった。ほとんど変化しない充足した惑星だった。地球の生態局の長官アドラストゥスに、月世界の研究所からルーという男が面会に来た。ルーは、昆虫から哺乳類までの多様な生物を使った遺伝子実験をしたいという。そのために10個の小惑星がほしいという。この要請をコンピューターは却下したが、長官は5個の小惑星を許可した。長官が言った。「人類の最大の資産は充足を知らぬ精神である」。彼がコンピューターの決定を覆したのは、たとえ達成することができなくても、研究活動を続けさせるためだった。充足を知らぬ精神を持たせるために。

### 好敵手Take a Match(1972)
タキオン宇宙を経て空間ジャンプした宇宙船の周りは、暗黒の空間だった。星も見えないということは、宇宙雲の中に出たらしい。雲を観測した乗組員は、水酸基とフォルムアルデヒドが主体で、水素は5パーセントしか含まれていないことを確認した。核融合士は言った。「水素が少ないとスクープして燃料にできないし、水酸基とフォルムアルデヒドはエンジンを故障させてしまう。このままの慣性速度では、宇宙雲を出るのに何ヶ月も、いや何年もかかってしまう」と。核融合士は自分の部屋に閉じこもってしまった。彼は宇宙船の航行については、船長以上の権限を持っているので、船長もうかつに命令できない。船の窓から外を見ている乗客たちのあいだにも、星が見えないことへの不安が起き始めていた。その中の1人、小学校8学年の教師である初老の男マルタンは、船が置かれている状況を見抜き、その解決策を考えだした。
それは学校でも教えている簡単な化学反応で不純物をなくす方法だった。人生経験の長いマルタンは、誇り高き核融合士という職業を知っていたので、直接には伝えなかった。その代わりに、核融合士と仲良くなった若い女性乗客ウインターにさりげなくヒントを話し、伝言してもらった。最初は小学校の先生の話など聞く耳を持たなかった核融合士だが、やがては真剣に考えるようになった。
やがてマルタンが船長室に呼び出されていると、例の奇妙な感覚がして窓の外には星が現れた。船がジャンプに成功したのだ。船長は「宇宙船が救われたこ
とは、あなたがアイデアを出したとしても、核融合士の手柄にしなければならない。それを口外されないために、船が到着するまであなたは軟禁状態におかれる」と言った。マルタンが「口外するかもしれないもう1人の乗客、ミス・ウインターと一緒に軟禁してほしい」と答えた。船長は同意した。

### チオチモリン、星へ行くThiotimoline to the Stars(1973)
宇宙軍兵学校の卒業式が執り行われた。ヴァーノン提督がチオチモリンについての講演を始めた。チオチモリンは、水が加えられる1秒前にはすでに水に溶けていること…、うんぬん。チオチモリンには吸時性があって、それで宇宙船の外壁を覆えば、時間軸を前進でも後退でもできること…、あれやこれや。チオチモリンで時間軸を前進するなら、2ケ月後に宇宙船が戻ったときは…、などなど。やがて提督が驚くべき話をした。「みんながいるのは講堂ではなく、宇宙船の中であり、私が講演を始めた瞬間に船は出発し、私が話をしているあいだに太陽系の外縁まで到達した。慣性効果を感じないからわからないはずだ。そして宇宙空間を飛んで土星軌道を経てネブラスカ州に帰ってきた」。外を確認した大尉は、インディアンの群れがいるという。宇宙船はネブラスカ州ではなくインドのカルカッタに帰ってきたのだった（インディアンはインド人の意味）。

### 光の韻律Light Verse(1973)
ラードナー夫人は光の彫刻を作ることで有名だった。それは光の交響曲とでもいうべきもので、その光の曲線や立体は見るものを驚嘆させた。ラードナー夫人は、たくさんのロボットを使っていて、光の工芸品の番人の役もまかせていた。それらのロボットのなかに、マックスと呼ばれる無能に近いものもいたが、夫人は決して調整させたことがなかった。マックスは愛すべき性格なので、調整していまの性格が変わってしまっては困る、というのがその理由だった。ある夜、夫人の家でパーティが行われた。それに招待された1人のロボット技術者が、のろまな行動をするマックスの不調を疑い勝手に調整してしまった。そのことを聞いたラードナー夫人は、激怒した。光の彫刻を作っていたのは、マックスだったのだ。調整されたマックスには、もう彫刻を作ることはできない。ラードナー夫人は、パーティ会場に飾ってあった短剣で、その技術者を刺し殺した。